# Amblyseius rangatensis
Amblyseius rangatensis (лат.) — вид паразитиформных клещей рода Amblyseius из семейства Phytoseiidae (Mesostigmata). Мелкие свободноживущие хищные клещи длиной менее 1 мм. Индия (Андаманские острова, Yerata, Rangat Islands). От близких видов отличается следующими признаками: вентрианальный щит не вазообразный; сета z4 короткая, не длиннее двух третей расстояния между основаниями z4 и s4; щетинка z5 короче 500 мкм; дорзум без выемки на уровне R1; голень ноги IV без макросет. Дорсальный диск длиной 316 мкм, шириной 200 мкм, вентрианальный щит треугольный. Дорсальные щетинки заострённые (заднебоковых щетинок PL 3 пары, а переднебоковых AL — 2 пары). Дорсальный щит склеротизирован. Вид был впервые описан в 1977 году по материалам из Индии, собранным на паслёновых (Solanaceae), а его валидный статус подтверждён в 2017 году.